# Bolax buckleyi
Bolax buckleyi är en skalbaggsart som beskrevs av Ohaus 1931. Bolax buckleyi ingår i släktet Bolax och familjen Rutelidae. Inga underarter finns listade.